# Obdach
Obdach – gmina targowa w Austrii, w kraju związkowym Styria, w powiecie Murtal. Liczy 3876 mieszkańców (1 stycznia 2015).

## Współpraca
Miejscowość partnerska:
- Kötz, Niemcy